# Shauna McLean
Shauna McLean (Shauna Leighanne McLean-Tompkins) ist eine US-amerikanische Schauspielerin. Sie lebt in Dallas.

## Biografie
Shauna McLean wuchs auf in Friendswood im US-Bundesstaat Texas und absolvierte die Texas Christian University. Nach einigen Jahren in New York City setzte sie ihre Schauspiel-Karriere mit der Mary Collins Agency in Dallas fort. Sie begann 2006 mit Red Ridge. Bekannter wurde sie ab 2010 mit der TV-Serie Sons of the Brotherhood.
Seit dem 11. November 2006 ist sie verheiratet mit dem Schauspieler und Filmproduzenten Matthew Stephen Tompkins. Gemeinsam haben sie eine Tochter.

## Filmografie
- 2006: Red Ridge
- 2006: Killing Down
- 2007: Prison Break
- 2007: One Tree Hill
- 2007: Pink
- 2008: Friday Night Lights
- 2008: Soul Flyers
- 2009: Breaking Bad
- 2009: Last Supper
- 2010–2012: Sons of the Brotherhood
- 2010: Barney: A-Counting We Will Go (Stimme)
- 2010: Split Milk
- 2011: Cooper and the Castle Hills Gang
- 2014: Odd Man Out